# Ari Siiriäinen
Ari Pekka Siiriäinen, född den 16 november 1939 i Viborg, död den 9 december 2004 i Helsingfors, finsk arkeolog. 
Siiriäinen avlade fil.kand.-examen 1968 med högsta vitsord i arkeologi och geologi och disputerade 1974 med en avhandling om den postglaciala landhöjningen och stenåldersbosättningens kronologi i Finland; i Studies Relating to Shore Displacements and Stone Age Chronology i Finland (1974) introducerade Siiriäinen ett geografisk-arkeologiskt synsätt på Finlands äldre stenålder.
Redan under 1950- och 1960-talen deltog han i de fältarbeten som föranleddes av de stora kraftverksbyggena i norra Finland. I ett antal artiklar behandlade han dessa projekt, liksom stenålderns ekonomi, kulturförhållanden och dateringsfrågor. Siiriäinen tjänstgjorde 1977-82 som amanuens och intendent vid Museiverket och utnämndes 1983 till professor i arkeologi vid Helsingfors universitet; pensionerades 2003.
Siiriäinens forskningsverksamhet inriktades redan tidigt mot utlandet. Under 1960-talet deltog han i den samnordiska expeditionen till Nubien och på 1970-talet inledde han grävningar i Kenya. Dessa kom att pågå under många år och omfattade bl.a. studier kring människans inverkan på naturen, markanvändning och ökenbildningen i Afrika. I slutet av 1980-talet inledde han omfattande forskningar i Peru, Chile och Bolivia och 1998-2001 deltog han i Jabal Harun-projektet i Jordanien. Siiriäinens omfattande forskningsprojekt utomlands gjorde honom internationellt känd; hans kanske något rastlösa verksamhet ledde till att hans intresse för Finlands förhistoria hamnade i bakgrunden. 